# باول ماغيري (لاعب كرة قدم)
باول ماغيري (بالإنجليزية: Paul Maguire)‏ هو مدرب كرة قدم ولاعب كرة قدم بريطاني في مركز الوسط، ولد في 21 أغسطس 1956 في غلاسكو في المملكة المتحدة. لعب مع بورت فايل وستوك سيتي وشروزبري تاون.